# علی سدپارا
محمدعلی سدپارا (اردو: محمد علی سدپاره؛ ۲ فوریه ۱۹۷۶ – فوریه ۲۰۲۱) کوهنورد اهل پاکستان بود. او توانسته بود چهار قله ۸۰۰۰ متری را در یک سال تقویمی و در مجموع ۸ قله از ۱۴ قله ۸۰۰۰ متری دنیا را صعود کند. وی یکی از اعضای تیمی بود که موفق شدند در سال ۲۰۱۶ برای نخستین بار کوه نانگا پاربات را در زمستان صعود کنند. به گفته هر دو هم‌تیمی او در این برنامه، الکس تکسیکون و سیمونه مورو، این موفقیت بدون حضور درخشان علی سدپارا ممکن نبود.
در ۵ فوریه ۲۰۲۱ محمدعلی سدپارا به همراه پسرش ساجد، جان اسنوری کوهنورد ایسلندی و خوان پابلو مهر پریتو کوهنورد شیلیایی اقدام به صعود زمستانی قله کی۲ کردند. ساجد سدپارا به دلیل مشکل فنی در نزدیکی قله و محلی معروف به باتل‌نک مجبور به بازگشت شد. علی سدپارا، اسنوری و مهر به صعود ادامه دادند ولی طبق برنامه تا شب بازنگشتند. یک تیم نجات به همراه دو بالگرد ارتش پاکستان در روز ۶ فوریه به جستجوی آنان رفت ولی اثری از آنان یافت نشد.
در ۱۸ فوریه ۲۰۲۱ مسئولان پاکستان اعلام کردند که این سه کوهنورد به صورت رسمی مرده محسوب می‌شوند ولی جستجو برای یافتن بقایای آن ادامه خواهد داشت. خانواده سدپارا نیز در همان روز اعلام کردند که وی مرده انگاشته می‌شود.
در ۲۶ ژوئیه ۲۰۲۱ جسد سه کوهنورد که گمان می‌رود متعلق به این کوهنوردان گم‌شده باشد، در ارتفاعات بالاتر از کمپ ۴ قله کی۲ پیدا شد. پیکر علی سدپارا حدود ۳۰۰ متر پایین‌تر از گردنه باتل‌نک یافت شد. ساجد پسر علی سدپارا اعلام کرد که پیکر پدرش را تا کمپ ۴ پایین آورده و در گوشه‌ای زیر برف مدفون کرده‌است.

## زندگی‌نامه
محمدعلی سدپارا در روستای سدپارا واقع در منطقه سکردو در شمالی‌ترین نقطه پاکستان به دنیا آمد و کار خود را به عنوان باربر ارتفاعات بالا آغاز کرد و به عنوان دستیار در مأموریت‌های کوهنوردی خدمت کرد. مانند اکثر باربرها، سدپارا بارها یخچال ناهموار بالتورو را پیمایش کرد. سپس با علاقه به کوهنوردی، شروع به صعود قله‌های بلند کرد و قله گاشربروم ۲ در کوه‌های قره‌قروم را به عنوان نخستین قله ۸۰۰۰ متری خود صعود کرد و تبدیل به کوهنوردی موفق شد.
پسر او به نام ساجد سدپارا نیز در سال ۲۰۱۹ در سن ۲۰ سالگی توانست قله کی۲ را صعود کند.

## صعودهای مهم

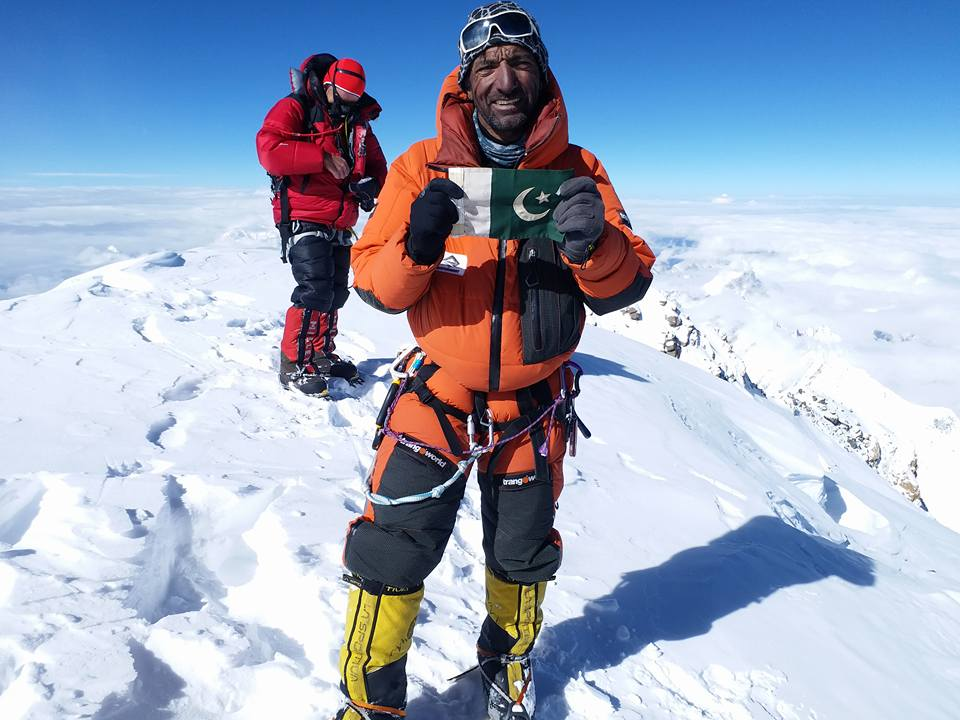
سدپارا بر روی قله کی۲ (اوت ۲۰۱۸)

سدپارا در طول زندگی خود موفق به صعود ۸ قله از هشت‌هزارمتری‌های زمین شد. نخستین قله ۸۰۰۰ متری وی گاشربروم ۲ است که در کوه‌های قره‌قروم پاکستان قرار دارد.
| نام کوه      | رشته‌کوه | کشور          | سال صعود | یادداشت‌ها           |
| ------------ | ------- | ------------- | -------- | ------------------- |
| گاشربروم ۲   | قره‌قروم | پاکستان / چین | ۲۰۰۶     |                     |
| اسپانتیک     | قره‌قروم | پاکستان       | ۲۰۰۶     |                     |
| نانگا پاربات | هیمالیا | پاکستان       | ۲۰۰۸     |                     |
| موستاق آتا   | پامیر   | چین           | ۲۰۰۸     |                     |
| نانگا پاربات | هیمالیا | پاکستان       | ۲۰۰۹     |                     |
| گاشربروم ۱   | قره‌قروم | پاکستان / چین | ۲۰۱۰     |                     |
| نانگا پاربات | هیمالیا | پاکستان       | ۲۰۱۶     | نخستین صعود زمستانی |
| برود پیک     | قره‌قروم | پاکستان / چین | ۲۰۱۷     |                     |
| نانگا پاربات | هیمالیا | پاکستان       | ۲۰۱۷     | نخستین صعود پاییزی  |
| پوموری       | هیمالیا | نپال / چین    | ۲۰۱۷     | نخستین صعود زمستانی |
| کی۲          | قره‌قروم | پاکستان / چین | ۲۰۱۸     |                     |
| لهوتسه       | هیمالیا | نپال / چین    | ۲۰۱۹     |                     |
| ماکالو       | هیمالیا | نپال / چین    | ۲۰۱۹     |                     |
| ماناسلو      | هیمالیا | نپال          | ۲۰۱۹     |                     |

تیم سدپارا در سال ۲۰۱۵ اقدام به صعود زمستانه نانگا پاربات کرد که ناموفق بود. این تیم در زمستان سال بعد برای صعود این کوه تلاش کرد که این‌بار توانستند نخستین صعود زمستانی این قله را انجام دهند. سدپارا موفق شد قله نانگا پاربات را در هر چهار فصل سال صعود کند. در ژانویه ۲۰۱۸ سدپارا و الکس تکسیکون کوهنورد اهل باسک موفق شدند صعود زمستانه کوه اورست را بدون اکسیژن انجام دهند.